# Cecília Metel·la Menor (filla de Metel Macedònic)
Cecília Metel·la (en llatí Caecilia Metella) va ser una de les dues filles de Quint Cecili Metel Macedònic (Quintus Caecilius Q. F. L. N. Metellus). Formava part de la gens Cecília, una antiga família romana d'origen plebeu. Era germana de Marc Cecili Metel, de Gai Cecili Metel Caprari i de Luci Cecili Metel Diademat.
Es va casar amb Publi Corneli Escipió Nasica, que va ser cònsol l'any 111 aC.